# 东塬乡
东塬乡，是中华人民共和国甘肃省临夏回族自治州东乡族自治县下辖的一个乡镇级行政单位。

## 行政区划
东塬乡下辖以下地区：
东塬村、塔山村、林家村、毛沟村、包家村、赵家村、牛家村、张家村、牙胡村、满散村和刘牙村。